# 奥西莫 (布雷西亚省)
奥西莫（義大利語：Ossimo），是意大利布雷西亚省的一个市镇。总面积14平方公里，人口1467人，人口密度104.8人/平方公里（2009年）。国家统计（ISTAT）代码为017128。